# ساختمان منادناک
ساختمان منادناک (نام تاریخی بلوک منادناک؛ تلفظ: ‎/məˈnædnɒk/‎ mə-NAD-nok) آسمان خراشی ۱۶ طبقه واقع در بلوار جکسون غربی ۵۳ در منطقه لوپ جنوبی شیکاگو است. شرکت برنهم و روت نیمهٔ شمالی آن را طراحی کرد، که در سال ۱۸۹۱ ساخته شد. ساختمان منادناک بلندترین ساختمان آجری با دیوار باربر است که تا کنون ساخته شده‌است، در این ساختمان برای نخستین بار از سیستم دروازه‌ای برای بادبند کردن سازه در آمریکا استفاده شده‌است. راه‌پله‌های تزئینی آن نخستین به‌کارگیری سازه‌ای آلومینیوم در ساختمان‌سازی است. شرکت هالابرد و روش نیمهٔ جنوبی را در طراحی کرد که در سال ۱۸۹۳ ساخته شد. این قسمت از بنا از نظر رنگ و جزئیات شبیه به نمونه اصلی شبیه است، اما تزئینات آن سنتی است. در زمان اتمام ساخت، این ساختمان بزرگ‌ترین ساختمان اداری در جهان بود. موفقیت این ساختمان سرعت‌بخش ایجاد مرکز تجاری در جنوب منطقه لوپ شد.
ساختمان منادناک در سال ۱۹۳۸ در یکی از اولین مرمت‌های اساسی آسمان‌خراش‌هایی که تا به حال انجام شده بود، بازسازی شد. این اقدام تا حدی کوششی برای ایجاد انقلاب در نحوه تعمیر و نگهداری ساختمان و توقف تخریب آسمان‌خراش‌های قدیمی شیکاگو بود. منادناک در سال ۱۹۷۹ به مالکانی فروخته شد که ساختمان را درطی یکی از جامع‌ترین مرمت‌های آسمان‌خراش که در سال ۱۹۹۲ انجام شد، به شکل اولیه خود بازگرداندند. در سال ۱۹۸۷ مؤسسه ملی حفاظت از تاریخ این پروژه را به عنوان یکی از پروژه‌های مرمت برتر در ایالات متحده معرفی کرد این ساختمان به دفاتر اداری از ۲۵۰ فوت مربع (۲۳ متر مربع) تا ۶٬۰۰۰ فوت مربع (۵۶۰ متر مربع) و در درجه اول به شرکت‌های حرفه‌ای مستقل خدمات می‌دهد. بنا در سال ۲۰۰۷ برای فروش فهرست شد.
نیمهٔ شمالی یک توده عمودی بدون تزیین پوشیده از آجرهای ارغوانی-قهوه‌ای است که به آرامی در پایه و بالا به بیرون می‌چرخد، بازشوهای نما پنجره‌های بیرون زده هستند که به شکل عمودی در نما تکرار شده‌اند. نمای نیمهٔ جنوبی به صورت عمودی با آجرکاری در پایه تقسیم شده و به یک قرنیز مسی بزرگ در پشت بام می‌رسد. پنجره‌های اریل در هر دو نیمه اجازه می‌دهد تا نوردهی زیادی از شیشه ایجاد شود و ظاهری باز به ساختمان علیرغم جرم بالای آن بدهد. منادناک بخشی از منطقه پرینتینگ هاوس راو است که ساختمان فیشر، ساختمان منهتن و ساختمان کلونی قدیمی نیز شامل آن می‌شوند.
در زمان ساخت، بسیاری از منتقدان ساختمان را بسیار افراطی و فاقد سبک مشخص نامیدند. دیگران نبودِ تزئینات در جهت گسترش طبیعی هدف تجاری آن را بیانی از زندگی تجاری مدرن یافتند. معماران اروپایی اوایل قرن بیستم از توجه آن به هدف و وجه کارکردی بنا الهام گرفتند. منادناک یکی از نخستین ساختمان‌هایی بود که در سال ۱۹۵۸ به عنوان یک نشانه معماری شیکاگو نامگذاری شد و در سال ۱۹۷۰ به فهرست ملی اماکن تاریخی اضافه شد. در سال ۱۹۷۶ به عنوان بخشی از خیابان دیربورن جنوبی - نقطه عطف تاریخی ملی - منطقه تاریخی شمالی پرینتینگ راو هاوس نامگذاری شد. منتقدان مدرن آن را «کلاسیک»، «پیروزی طراحی یکپارچه» و «یکی از هیجان‌انگیزترین تجربه‌های زیبایی‌شناختی که معماری تجاری آمریکا تولید کرده‌است» نامیده‌اند.